# Asparagus falcatus
Asparagus falcatus — вид рослин із родини холодкових (Asparagaceae).

## Біоморфологічна характеристика

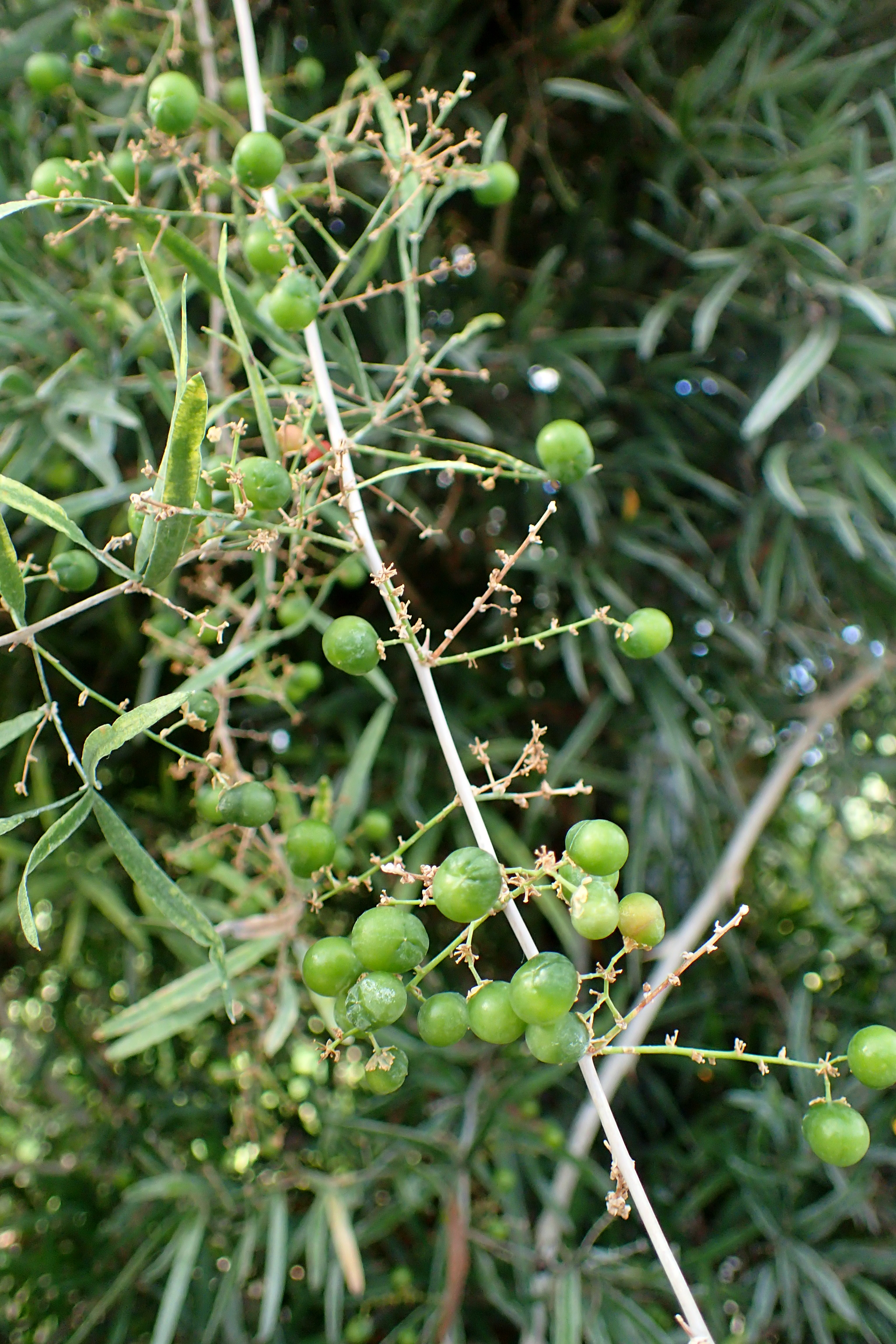

Це виткий кущ до 4(7) метрів завдовжки. Стебла гладкі, круглі в перерізі чи кутасті, зазвичай бліді. Гілки голі. Колючки 1–17 мм завдовжки, загнуті. Кладодії в пучках по 3–6, сплощені, гладкі, з чітко вираженою середньою жилкою, (15)25–125 × 2–5 мм. Китиці прості, 1–3, пазушні, 15–55 мм завдовжки, присутні на основних стеблах і гілках. Листочки оцвітини від білого до кремово-жовтого забарвлення, від широко-еліптичних до зворотно-яйцюватих, 2.5–3.5 мм завдовжки; тичинки коротші від оцвітини; пиляки жовті. Ягода червона чи біла з пурпурним відтінком, 7–10 мм у діаметрі, 1–3-насінна.

## Середовище проживання
Зростає на східному узбережжі Африки, на Аравійському півострові, в Індії й Шрі-Ланці (ПАР, Коморські острови, Ефіопія, країни Перської затоки, Індія, Кенія, Мозамбік, Руанда, Саудівська Аравія, Сомалі, Шрі-Ланка, Свазіленд, Танзанія, Уганда, Ємен, Зімбабве).
Населяє листопадні чи вічнозелені чагарники, сухий ліс та його узлісся, піщані дюни, росте уздовж річок і струмків, а також серед кам'янистих виходів.